# سیارک ۲۵۰۶۰۶
سیارک ۲۵۰۶۰۶ (به انگلیسی: 250606 Bichat، نامگذاری:2005EL222)۲۵۰۶۰۶مین سیارک کشف شده‌است که در ۱۲ مارس ۲۰۰۵ کشف شد.